# Liegi-Bastogne-Liegi 2024
La Liegi-Bastogne-Liegi 2024, centodecima edizione della corsa e valevole come diciannovesima prova dell'UCI World Tour 2024 categoria 1.UWT, si svolse il 21 aprile 2024 su un percorso di 254,5 km, con partenza e arrivo da Liegi, in Belgio. La vittoria fu appannaggio dello sloveno Tadej Pogačar, il quale completò il percorso in 6h13'48", alla media di 40,851 km/h, precedendo il francese Romain Bardet e l'olandese Mathieu van der Poel.
Sul traguardo di Liegi 117 ciclisti, dei 175 partiti dalla medesima località, portarono a termine la competizione.

## Squadre e corridori partecipanti
| N.      | Cod. | Squadra                 |
| ------- | ---- | ----------------------- |
| 1-7     | SOQ  | Soudal Quick-Step       |
| 11-17   | IGD  | Ineos Grenadiers        |
| 21-27   | TBV  | Bahrain Victorious      |
| 31-37   | ADC  | Alpecin-Deceuninck      |
| 41-47   | EFE  | EF Education-EasyPost   |
| 51-57   | GFC  | Groupama-FDJ            |
| 61-67   | COF  | Cofidis                 |
| 71-77   | TVL  | Team Visma-Lease a Bike |
| 81-87   | BOH  | Bora-Hansgrohe          |
| 91-97   | LTK  | Lidl-Trek               |
| 101-107 | UAD  | UAE Team Emirates       |
| 111-117 | LTD  | Lotto Dstny             |
| 121-127 | IPT  | Israel-Premier Tech     |

| N.      | Cod. | Squadra                         |
| ------- | ---- | ------------------------------- |
| 131-137 | DFP  | Team DSM-Firmenich PostNL       |
| 141-147 | DAT  | Decathlon AG2R La Mondiale Team |
| 151-157 | AST  | Astana Qazaqstan Team           |
| 161-167 | IWA  | Intermarché-Wanty               |
| 171-177 | JAY  | Team Jayco AlUla                |
| 181-187 | MOV  | Movistar Team                   |
| 191-197 | UXM  | Uno-X Mobility                  |
| 201-207 | TEN  | TotalEnergies                   |
| 211-217 | BWB  | Bingoal WB                      |
| 221-227 | EKP  | Equipo Kern Pharma              |
| 231-237 | ARK  | Arkéa-B&B Hotels                |
| 241-247 | TFB  | Team Flanders-Baloise           |

## Ordine d'arrivo (Top 10)
| Pos. | Corridore            | Squadra   | Tempo    |
| ---- | -------------------- | --------- | -------- |
| 1    | Tadej Pogačar        | UAE       | 6h13'48" |
| 2    | Romain Bardet        | DSM       | a 1'39"  |
| 3    | Mathieu van der Poel | Alpecin   | a 2'02"  |
| 4    | Maxim Van Gils       | Lotto     | s.t.     |
| 5    | Aurél. Paret-Peintre | Decathlon | s.t.     |
| 6    | Mauri Vansevenant    | Soudal    | s.t.     |
| 7    | Valentin Madouas     | Groupama  | s.t.     |
| 8    | Aleksej Lucenko      | Astana    | s.t.     |
| 9    | Pello Bilbao         | Bahrain   | s.t.     |
| 10   | Thomas Pidcock       | Ineos     | s.t.     |